# Evangelische Kirche (Heuchelheim)

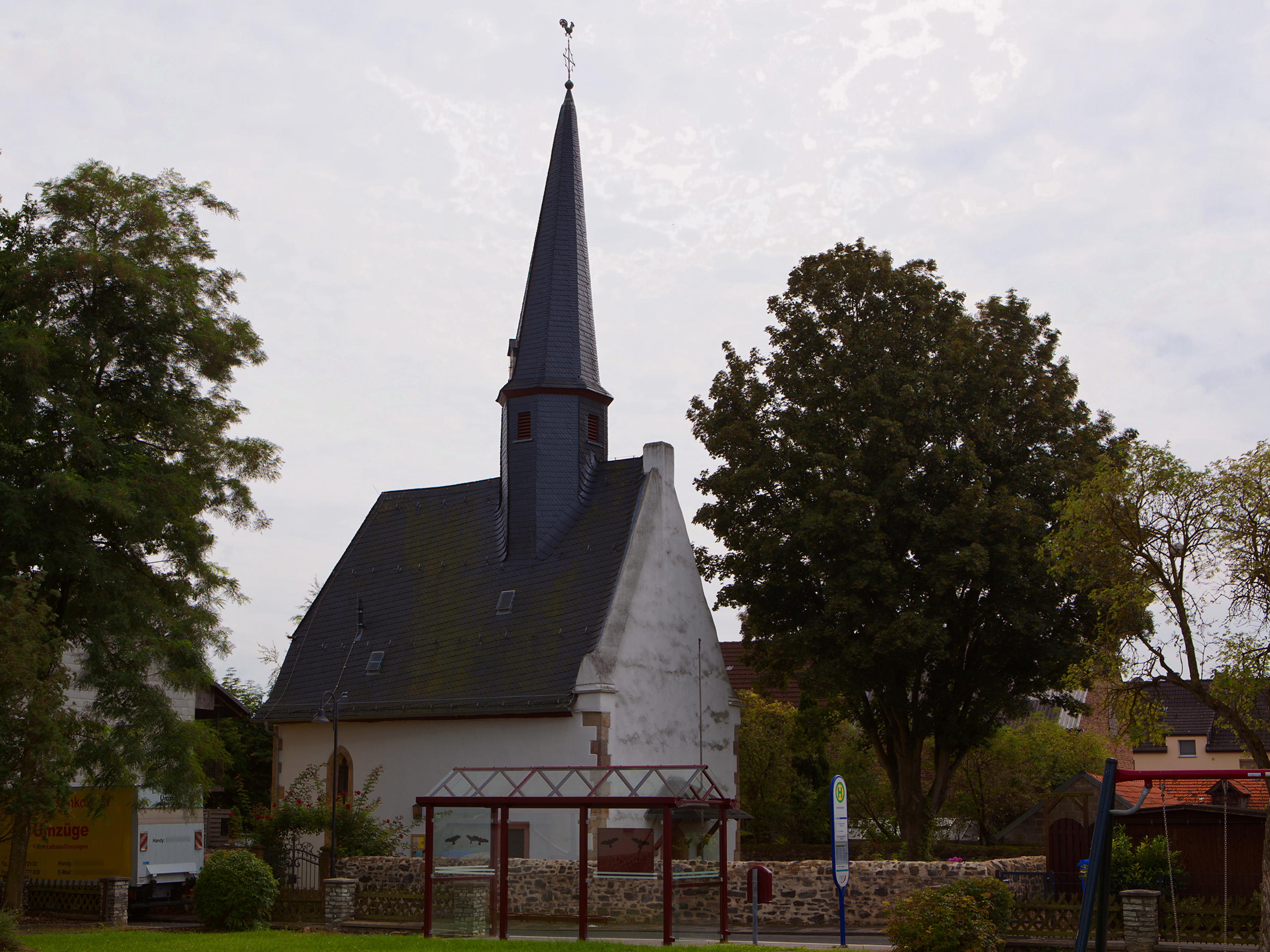
Evangelische Kirche (Heuchelheim)

Die Evangelische Kirche Heuchelheim ist ein denkmalgeschütztes Kirchengebäude, das in Heuchelheim steht, einem Ortsteil der Gemeinde Reichelsheim im Wetteraukreis in Hessen. Die Kirche gehört zur Kirchengemeinde Reichelsheim/Wetterau im Dekanat Wetterau in der Propstei Oberhessen der Evangelischen Kirche in Hessen und Nassau.

## Beschreibung
Die gotische Saalkirche wurde Anfang des 15. Jahrhunderts von Gilbrecht Wais von Fauerbach errichtet. Zwei Maßwerkfenster stammen aus der Entstehungszeit der Kirche, im Osten ist es zweibahnig, im Norden einbahnig. Das Kirchenschiff ist mit einem Satteldach bedeckt, aus dem sich westlich der Mitte des Dachfirstes ein achteckiger Dachreiter erhebt, der mit einem spitzen Helm bedeckt ist. Der Innenraum erhielt im 19. Jahrhundert eine U-förmige Empore und eine Kanzel. Das Portal lag ursprünglich an der Nordseite, 1947 wurde es nach Westen verlegt. Im selben Jahr wurde die Empore im Osten abgerissen und die Orgel an ihren heutigen Platz versetzt. 